# Kitchener Camp
Kitchener Camp war ein ehemaliges britisches Armeelager aus dem Ersten Weltkrieg. Es lag nahe den Orten Richborough und Sandwich im Nordosten der englischen Grafschaft Kent. Von Februar 1939 bis Mitte 1940 wurde es als Durchgangslager (Transmigration Camp) für jüdische Flüchtlinge aus dem Deutschen Reich genutzt.

## Geschichte
Die Wiederinbetriebnahme des Kitchener Camps Anfang 1939 war ein Resultat der innerbritischen Auseinandersetzungen darüber, wie den verfolgten Juden in Deutschland geholfen werden könne. Otto Schiff hatte Ende Oktober 1938, wie aus einem Protokoll des Council for German Jewry (CFGJ) vom 24. Oktober 1938 hervorgeht, vorgeschlagen, ein Lager einzurichten, in dem deutsche und österreichische Flüchtlinge untergebracht werden und in dem sie Dienste von nationalem Interesse ausführen könnten. Nach Naomi Shepherd unterbreitete einen gleichlautenden Vorschlag am 17. November 1938 auch Wilfrid Israel, der früher schon Aufnahmelager auf der Isle of Man vorgeschlagen hatte, im Namen der Reichsvertretung der Deutschen Juden der britischen Botschaft in Berlin. Nach den Novemberpogromen 1938 wuchs der Druck auf und in England, sich für die verfolgten Juden einzusetzen, obwohl ein hochrangiger Mitarbeiter der britischen Botschaft in Berlin die Vorfälle während der Pogromtage mit dem „Besuch auf einem Rummelplatz“ verglich, „wo man an irgendeiner Bude für sein Geld soviel Geschirr zerdeppern kann, wie man will“. Und auch die britische Regierung war Mitte Dezember 1938 noch nicht bereit, ein Flüchtlingslager in Großbritannien einzurichten oder zu unterstützen.
Nach zähen Verhandlungen mit der britischen Regierung, an denen auch Leo Baeck, Otto Hirsch und Paul Eppstein teilnahmen, wurde im Januar 1939 die Eröffnung des Kitchener Camps vorbereitet. Staatliche Mittel wurden dafür nicht bereitgestellt, die benötigten Gelder resultierten aus Spendensammlungen des CFGJ und aus Mitteln des Central British Fund for Germany Jewry (CBF). An den Vorbereitungs- und Instandsetzungsarbeiten des verwilderten Armee-Camps waren auch Jugendliche beteiligt, die mit einem Kindertransport nach England gekommen und zuvor in einem Camp in Dovercourt untergebracht waren. Für die Ankommenden vom Kontinent gab es die Auflage, dass nur Flüchtlinge – mit wenigen Ausnahmen ausschließlich erwachsene Männer – aufgenommen werden sollten. Ihnen durfte keine britische Staatsbürgerschaft verliehen werden, sie durften nicht außerhalb des Lagers arbeiten und sollten möglichst bald in die USA, nach Australien und anderswohin auswandern. Die Ankömmlinge mussten sich selber noch am Ausbau des Camps beteiligen und bauten oder renovierten 42 Baracken, Dusch- und Toilettenblöcke, zwei Synagogen, eine Krankenstation, ein Postamt und Geschäfte. Mit Unterstützung von Oscar Deutsch konnte ein Kino mit 1.000 Plätzen gebaut werden. Im Lager gab es auch eine eigene Zeitung, die Kitchener Camp Review, von der insgesamt neun Ausgaben erschienen.
Das Lager war auf eine Kapazität von 3.000 Menschen ausgelegt. Wer hinein durfte – wie bei den Kindertransporten war die Pass- und Visumspflicht ausgesetzt –, wurde von der Reichsvertretung der Deutschen Juden in Berlin entschieden. Für die ersten 2.500 Genehmigungen musste sie aus 10.000 Antragstellern auswählen, die überwiegend aus den Konzentrationslagern kamen. Wie viele Menschen zwischen 1939 und 1940 das Lager durchliefen, ist nicht eindeutig zu bestimmen. Nach den meisten Quellen ist von 4.000 oder 5.000 Personen die Rede. Clare Ungerson geht von etwa 3.500 Männern aus, die durch das Camp gerettet werden konnten, und spricht von etwa 500 weiteren Angehörigen dieser Männer (Frauen und Kinder), die ihr Überleben indirekt dem Camp verdanken.
Nach Shepherd soll Leopold Kuh (1910–1974) der „Chef des Durchgangslagers“ gewesen sein., der aber einer anderen Quelle zur Folge lediglich als eine bedeutende Persönlichkeit im Kitchener Camp bezeichnet wird. Kuh war Ingenieur und hatte zusammen mit seiner Frau Ruth (1916–2005) seit Januar 1934 eine Hachschara-Stätte in Niederschönhausen geleitet. Die beiden waren 1938/39 nach England emigriert und zogen nach dem Zweiten Weltkrieg in die USA. Auf der Webseite über das Kitchener Camp ist dagegen die Rede davon, dass die aus England stammenden jüdischen Brüder Jonas und Phineas May das Lager geführt hätten. Sie besaßen Erfahrungen aus der Leitung von Sommerlagern für die Jüdische Jungenbrigade („The Jewish Lads' Brigade“). Dies bestätigt auch die Webseite des National Archives, auf der es heißt: „Drei junge englische Juden, Jonas und Phineas May und M. Banks, die später Unteroffiziere des Pionierkorps werden sollten, wurden mit der Leitung des Lagers beauftragt.“ Die Identität von „M. Banks“ – das M steht für Mister, sein Vorname wurde nie erwähnt und sein richtiger Nachname war wohl Levy – blieb mysteriös, er „bleibt eine etwas schattenhafte Figur in dieser Geschichte“.
Phineas May (1906–1995) war nicht nur in der Jüdischen Jungenbrigade aktiv, sondern brachte auch Mitglieder der Brigade als freiwillige Helfer mit ins Lager, die sich um dessen Logistik kümmerten und Schlüsselpositionen besetzten. Phineas May wiederum hat während seiner Zeit im Kitchener Camp ein Tagebuch geführt, das nach Clare Weissenberg die Ressource ist, die das detaillierteste Bild über das Leben im Camp wiedergibt.
Das Durchgangslager Kitchener Camp war vor dem Ausbruch des Zweiten Weltkriegs kein Internierungslager; die Männer erhielten einen Ausweis, mit dem sie das Lager verlassen durften. Innerhalb des Lagers waren sie in vielfältige Arbeiten eingebunden. Es mussten Straßen gebaut, Gräben ausgehoben, Abflüsse gesäubert und Hütten renoviert oder repariert werden. Einige der Männer hatten zudem die Gelegenheit, bei örtlichen Landwirten landwirtschaftliche Kenntnisse zu erwerben, was ihnen beim Anbau eigener Lebensmittel für das Lager nützte, aber mehr noch im Hinblick auf eine spätere Auswanderung. Englischunterricht war obligatorisch, und es fanden auch kulturelle Veranstaltungen im Lager statt, an denen auch Gäste von außerhalb teilnahmen.
Mit dem Ausbruch des Zweiten Weltkriegs veränderte sich die Situation. Die britische Regierung führte Ende September 1939 eine Klassifizierung der im Lande lebenden Ausländer ein, insbesondere derer deutscher oder österreichischer Herkunft. Das Klassifizierungssystem umfasste drei Kategorien:
- Kategorie A bedeutete feindlicher Ausländer („Enemy Alien“) und hatte die sofortige Internierung zur Folge;
- Kategorie B bedeutete Registrierung als freundlicher feindlicher Ausländer mit polizeilicher Meldepflicht und Bewegungsbeschränkungen;
- Kategorie C bedeutete Einstufung als freundlicher Ausländer.[4]

Die Einstufung erfolgte durch Tribunale, die in der Regel von einem örtlichen Richter oder sogar von einem Kronanwalt geleitet wurden. Etwa 73.000 Fälle wurden bearbeitet, wovon nur 569 in der Kategorie A eingestuft wurden. 6.700 Personen fielen in die Kategorie B und durften sich nicht mehr als 5 Meilen von ihren Aufenthaltsorten entfernen sowie weder eine Kamera noch ein Fahrrad besitzen. Die verbliebenen 66.000 Fälle wurden in die Kategorie C eingestuft; dazu gehörten auch 55.000 bis 60.000 Juden.
Anfang Oktober 1939 tauchten Überlegungen auf, die Männer aus dem Kitchener Camp in der Armee einzusetzen: als Hilfspioniere, als Spezialisten und Techniker oder für sonstige Dienste in der Armee. In der Folge meldeten sich ungefähr 1.900 Männer aus dem Kitchener Camp freiwillig für den Dienst im Auxiliary Military Pioneer Corps, von denen aber vermutlich nur 887 angenommen wurden. 300 waren, da noch keine 20 Jahre alt, zu jung für den Dienst, rund 750 hatten Aussichten auf eine Auswanderung (vor allem in die USA) und weitere etwa 100 waren aus medizinischen Gründen nicht tauglich. Es gab aber auch etwa 200 Personen, die aus religiösen Gründen nicht zum Dienst bereit waren, und rund 500 befürchteten, dass ihre noch auf dem Kontinent lebenden Familien gefährdet sein könnten, wenn sie sich zum Dienst im Corps verpflichteten. Für eine andere Verwendung vorgesehen wurden die etwa 60 im Camp lebenden Ärzte und Zahnärzte. Robert Philpot berichtet, dass 900 Kitchener-Männer Anfang der 1940er Jahre als Teil der britischen Expeditionstruppen nach Frankreich geschickt worden seien. Beim überhasteten Rückzug der Engländer über den Ärmelkanal hätten viele von ihnen ihre Waffen abgeben müssen, bevor sie nach Großbritannien zurückgebracht worden seien.
Mit dem Rückzug der Briten vom Kontinent wuchs in England die Angst vor einer deutschen Invasion. Folge davon war eine große Furcht vor der Anwesenheit möglicher Spione oder Saboteure auf englischem Boden, was unter anderem auch zu einer Pressekampagne zugunsten einer Masseninternierung aller Enemy Aliens führte. Die britischen Behörden starteten den „general roundup“ und internierten nun auch Männer, die in die Kategorie B oder C eingestuft waren. Betroffen waren alle im Alter zwischen 16 und 60 Jahren. Auch Frauen waren betroffen. Nicht mehr unterschieden wurde dabei zwischen Emigranten und Anhängern der Naziherrschaft, und selbst die zurückkehrenden Mitglieder des Hilfskorps blieben von diesen Maßnahmen nicht verschont. Nach dem Kriegseintritt Italiens betraf dies auch eine größere Zahl in England lebender Italiener.
Da die Ostküste Englands zu einer „Schutzzone“ erklärt worden war, in der der Aufenthalt von Staatsangehörigen feindlicher Länder verboten war, bedeutete dies auch das Aus für das Kitchener Camp. Es wurde geschlossen, und die noch dort befindlichen Flüchtlinge wurden in andere Internierungslager verbracht, etwa nach Huyton oder auf die Isle of Man. Im Juli 1940 wurden fast 250 Männer aus dem Kitchener Camp an Bord der Dunera gebracht und nach Australien deportiert.
Ab der zweiten Hälfte des Jahres 1940 wurde die strikte Internierungspraxis zurückgefahren, und es begannen erste Rückführungen aus Australien und Kanada. Völlig eingestellt wurden die Internierungen aber erst im Herbst 1942.
Angesichts der vielen jüdischen Flüchtlinge, die spätestens nach den Novemberpogromen von 1938 aus Deutschland herausgeschafft werden mussten, und angesichts der Schwierigkeiten, für sie sichere Aufnahmeländer zu finden, betrachtet Naomi Shepherd das Kitchener Camp als erfolgreichen Vorgänger vieler weiterer Versuche, jüdischen Emigranten eine Zukunftsperspektive zu ermöglichen.

„Das Lagerprojekt wurde weiter entwickelt. Shlomo Adler-Rudel […] durchkämmte nun Europa nach neuen Plätzen für Ausbildungslager der jüdischen Jugend, die in Deutschland nun verboten waren. Die Jugendaliyah schickte Hunderte ihrer Schützlinge in Camps nach Holland und Belgien. So wie sie kamen 2500 junge Landarbeiter nach England, um dort in der Landwirtschaft zu arbeiten, bis sie nach Palästina ausreisten. Als der Krieg ausbrach, hatten ungefähr 50000 deutsche Flüchtlinge, zumeist Juden, wenigstens vorübergehend Zuflucht in England gefunden.“

Clare Ungerson zieht am Ende ihres Buches allerdings eine etwas bittere Bilanz und verweist auf eine Liste mit dem Namen von 582 Kindern der Campinsassen. Diese Liste wurde im September/Oktober 1939 im Kitchener Camp erstellt, in der Hoffnung, auch für diese Kinder noch eine Chance zu finden, um sie nach England holen zu können.

„Von den 582 Kindern, die von den Kitchener-Männern zurückgelassen wurden, weiß ich mit absoluter Sicherheit, dass 293 im Holocaust umgekommen sind; und in der großen Mehrheit dieser Fälle gingen ihre Mütter mit ihnen.“

## Personen und Institutionen mit Bezug zum Kitchener Camp
Über die Webseite Kitchener Camp. Refugees to Britain in 1939 sind über den Button Kitchener Camp – 1939 Register zwei Namenslisten aufrufbar, die zwar beide nicht vollständig sind, jedoch eine umfassende Namensrecherche ermöglichen. Bei einigen Einträgen sind weiterführende Materialien hinterlegt.
Auf geni.com existiert die Projektseite Kitchener Camp, Richborough, England: 1939-1940. Deren Ziel ist es, alle geni.com-Profile der etwa 4000 Männer (und einiger) Frauen, die zwischen 1938 und 1945 im Kitchener Camp waren, zusammenzubringen. Bislang sind mit der Seite 14 Profile verbunden.

### Wikipedia-Artikel mit Bezug zum Kitchener Camp
Personen
- Kurt Bergel
- Curt Bondy gehörte 1939 kurzzeitig der Camp-Leitung an.
- Hugo Heilbrunn (siehe Liste der Stolpersteine im Kölner Stadtteil Neustadt-Süd). Seine Erinnerungen an das Kitchener Camp sind unter dem Titel Hugo Heilbrunn – Memories auf der Webseite Kitchener Camp zu finden[30]
- Simon Hochberger
- Eric Mandell
- Erich Neumann auf der Seite Liste der Stolpersteine in Ebersbach an der Fils
- Werner van der Zyl

Organisationen und Institutionen
- Young Austria

### Sonstige Personen
- Peter Mansbacher (1922–1994) wurde in Lübeck als Fritz Ludwig Mansbacher geboren. Er ist der Sohn von Martin und Juliane Mansbacher[31].
1935 gehörte Mansbacher zu den Schülerinnen und Schülern der jüdischen Religionsschule in Lübeck[32] und wurde im Dezember 1938 von seinen Eltern mit einem Kindertransport nach England geschickt. Er durchlief Anfang 1939 mehrere Flüchtlingslager und meldete sich im Februar 1939 von Dovercourt aus für einen Arbeitseinsatz im Kitchener Camp.
Nach einer nachfolgenden kurzen Unterbringung bei einer englischen Familie wurde Peter Mansbacher nach Ausbruch des Zweiten Weltkriegs als Ausländer der Kategorie C eingestuft; 1940 erfolgte dann seine Internierung, die ihn durch verschiedene britische Lager führte. Im Juli 1940 wurde Mansbacher an Bord der Sobieski nach Kanada verlegt. Dort verbrachte er den Rest des Jahres 1940 und den größten Teil des Jahres 1941 in drei verschiedenen kanadischen Internierungslagern. Dank der Hilfe einer kanadischen Familie konnte er nach seiner Freilassung seine Schulausbildung in Kanada abschließen und erhielt im Oktober 1946 die kanadische Staatsbürgerschaft.[33]
- Georg Benjamin (* 12. August 1894 in Breslau; † 17. November 1959 in York) war Schaufensterdekorateur und Schildermaler. Während der Novemberpogrome wurde er in Buchenwald inhaftiert. Während dieser Zeit gelang es seiner Frau, den gemeinsamen zehnjährigen Sohn Edgar mit einem Kindertransport nach England bringen zu lassen. Nach seiner Freilassung erhielt auch Georg Benjamin die Genehmigung zur Ausreise nach England und fand dort Unterkunft im Kitchener Camp. Anschließend diente er, wie viele andere Kitchener-Insassen auch, bis 1943 im Pionier Korps der Britischen Armee. Seine in Deutschland zurückgebliebene Frau wurde Opfer des Holocaust.
Georg Benjamins Enkel, George Edward Benjamin, der Sohn des durch den Kindertransport geretteten Edgar Benjamin, hat auf einer Webseite das Schicksal seines Großvaters beispielhaft dokumentiert und auch mit Dokumenten aus der Kitchener-Zeit versehen.[34]